# Malanca
 Malanca  war ein italienischer Motorradhersteller.
Mario Malanca gründete 1956 die Firma Malanca in Bologna, 1978 übernahm der Sohn Marco Malanca das Unternehmen. Das erste selbst hergestellte Modell – nach dem Kauf einer eigenen Drehbank – war ein Moped. Einige 50-cm³-Modelle mit Zweitaktmotoren folgten, so 1970 die Testa Rossa. Ab 1973 wurden Zweizylindermotoren produziert und 1986 wurde die Produktion eingestellt.

## Modelle

### Nuova 125
1973 wurde das Modell Nuova 125 vorgestellt; den Motor sowie den Getriebeblock produzierte Malanca selbst. 1975 wurde die Malanca Nuova 125 E2C Sport mit zwei Scheibenbremsen und elektronischer Zündung präsentiert. Dieses Modell wurde von 1976 bis 1986 auch in die Bundesrepublik Deutschland geliefert. Der Zweizylinder-Zweitaktmotor (Bohrung/Hub: 43 × 43 mm) leistete anfangs 20 PS bei 9000/min, in der letzten Ausbaustufe (seit 1981 wassergekühlt) 25 PS bei 11000/min. Für Italien gab es eine „Autobahnversion“ mit 150 cm³. In den 1980er-Jahren wurden auch Geländemaschinen entwickelt. Die Malanca 125 Mark und die Malanca 125 T wurden mit einem auf 17 PS gedrosselten Zweizylinder-Motor angeboten.

### Malanca mit 80 cm³
Mit der Einführung der Klasse der Leichtkrafträder zum 1. April 1980 bot der deutsche Importeur Malancas mit 80 cm³ Hubraum an, durch Reduzierung der Bohrung (34 statt 43 mm) wurde der Motor direkt von der luftgekühlten 125er abgeleitet. Die Maschine hatte einen Zweizylindermotor mit 8,2 PS Leistung, Stummellenker und zurückverlegte Fußrasten als exklusives Modell. Später wurde noch die GTS 5 angeboten, ein Mokick mit Fünfganggetriebe und 3 PS Leistung.

## Rennsport

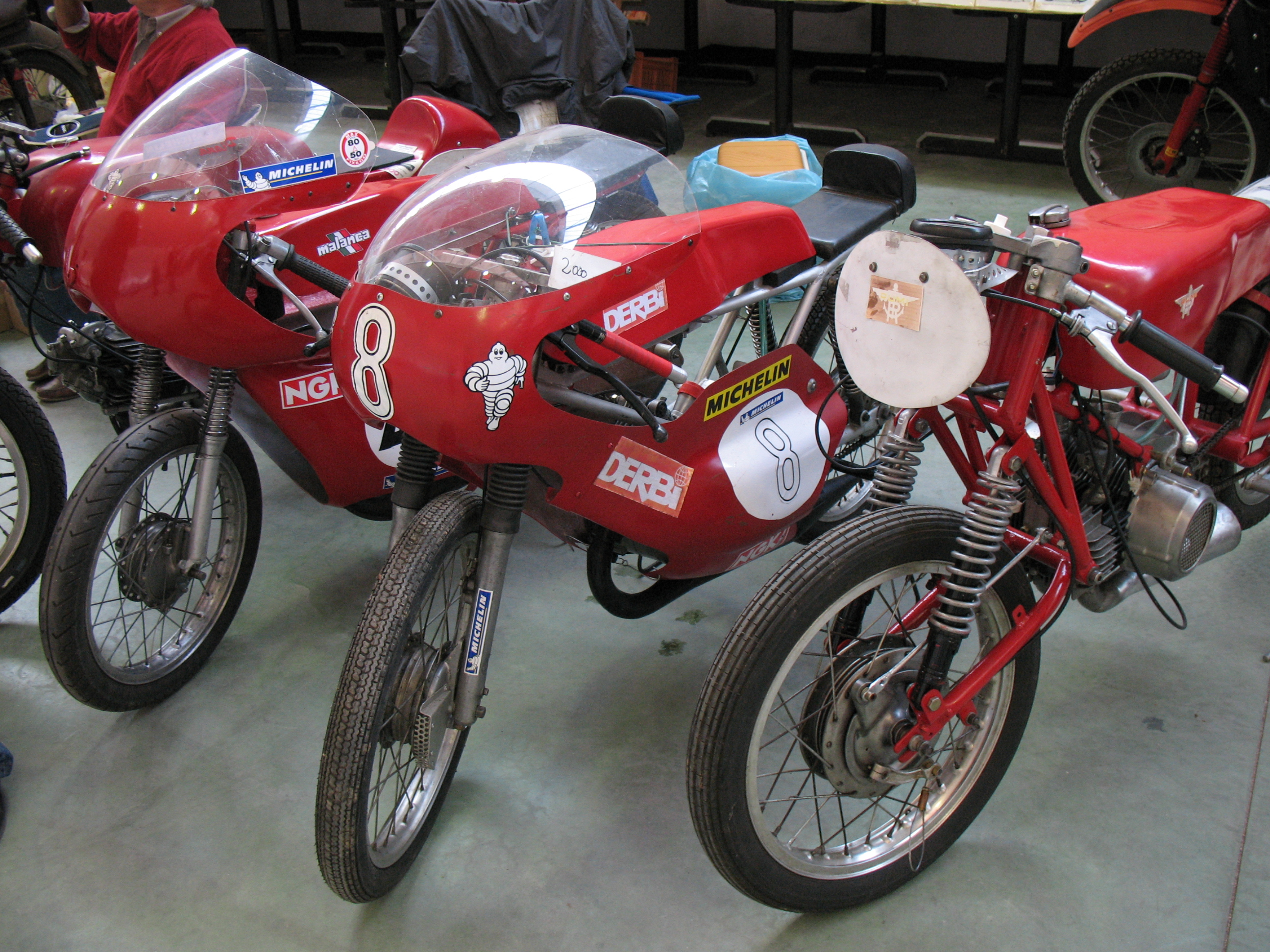
Malanca Rennmaschine (dritte von rechts)

Seit 1968 entwickelte Malanca Rennmotorräder zunächst für die italienische Meisterschaft, unter anderem 1972 eine Zweizylinder-Maschine mit 125 cm³ und 36 PS bei 14.000/min sowie eine 50er-Version mit 16 PS bei 15.500/min.
Otello Buscherini war damit erfolgreich. Er erreichte dritte Plätze in der Motorrad-Weltmeisterschaft 1972 in der sogenannten Schnapsglasklasse, zwei Siege in der Saison 1973 in der Klasse bis 125 cm³, und zwei zweite Plätze 1974. Buscherini verunglückte 1976 bei einem Rennen in Mugello mit einer 250-cm³Yamaha tödlich; Malanca schloss im gleichen Jahr seine Rennabteilung.

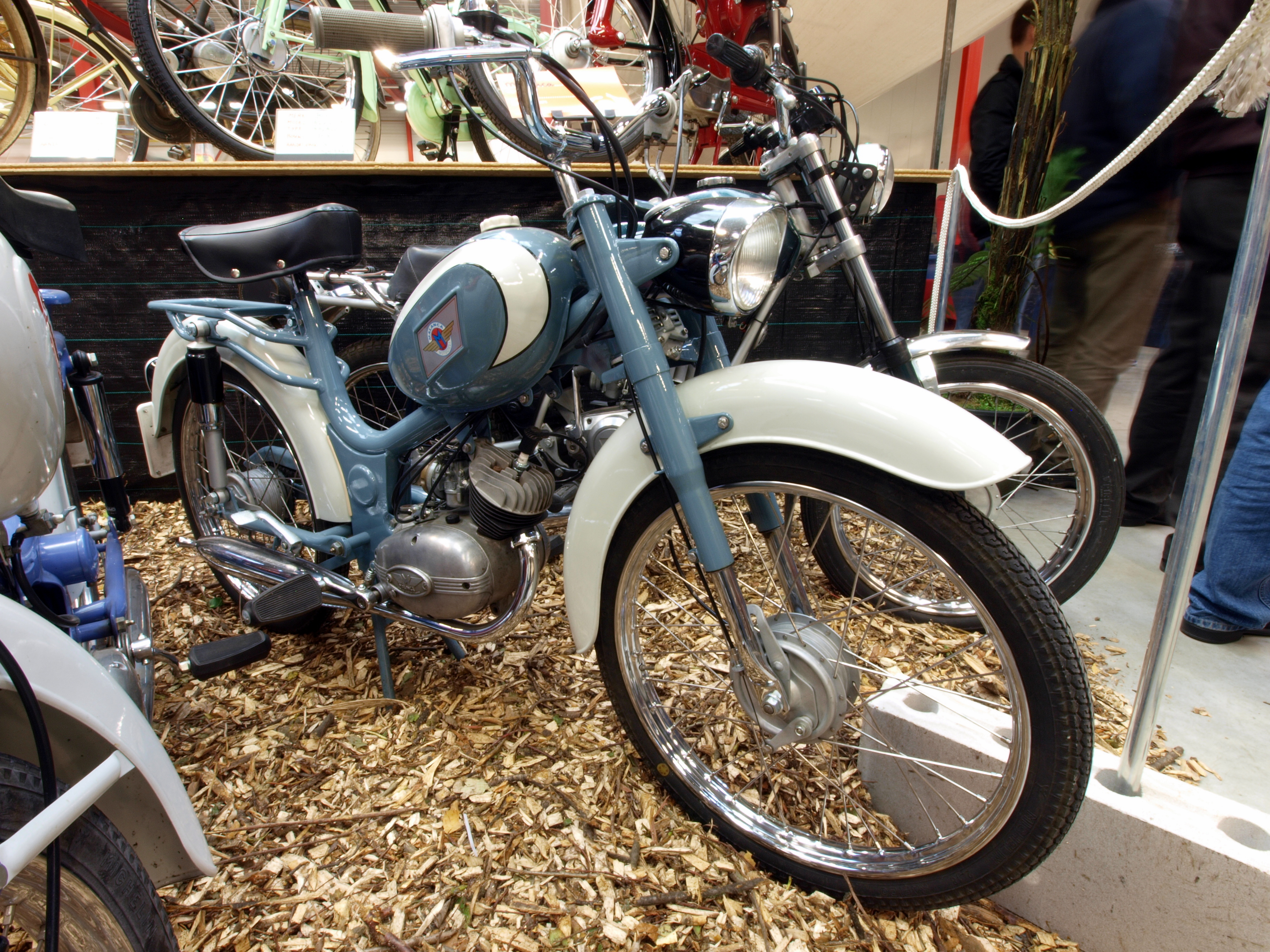
Malanca Moped
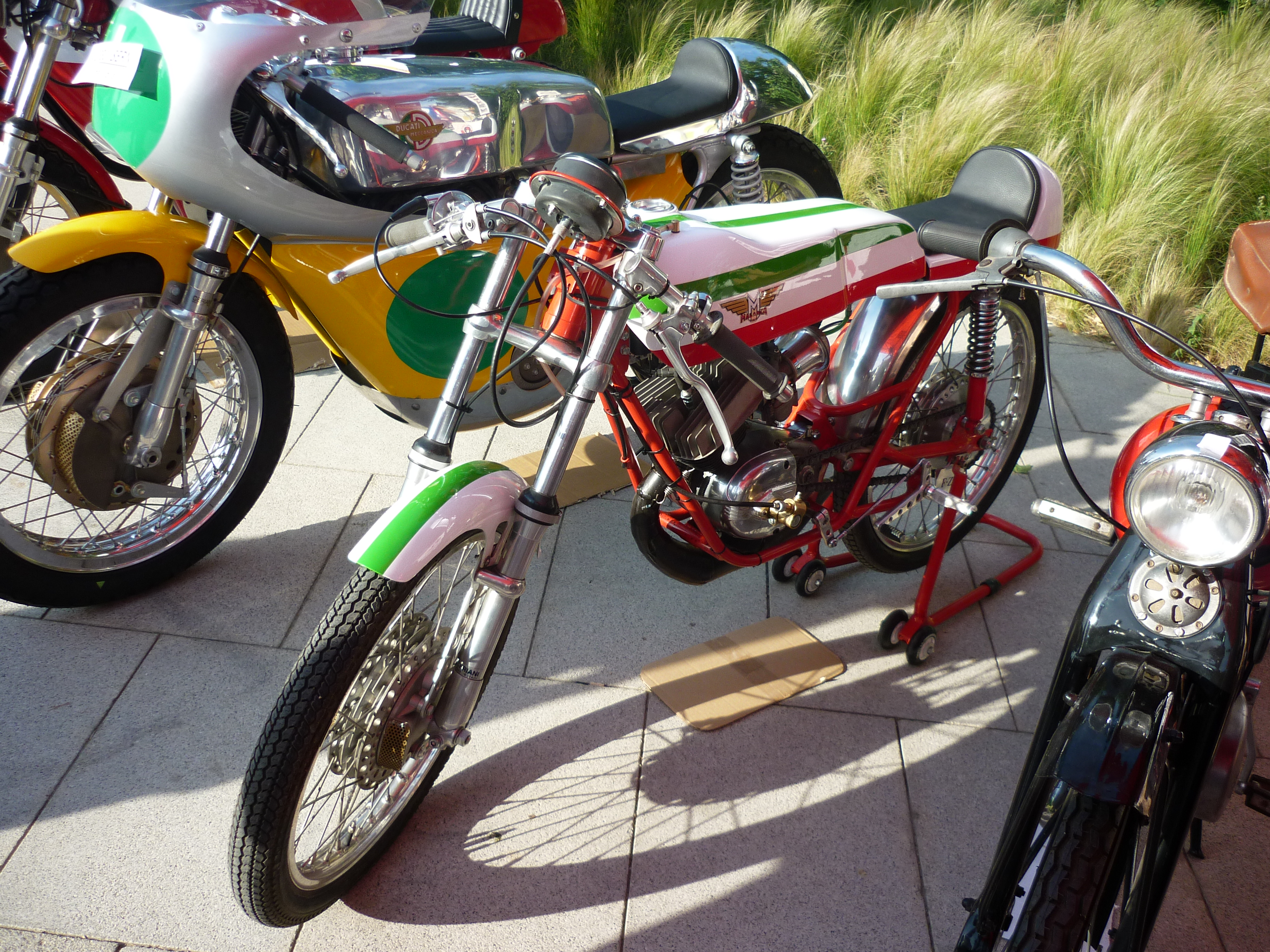
Malanca Testa Rossa 50 (1971)
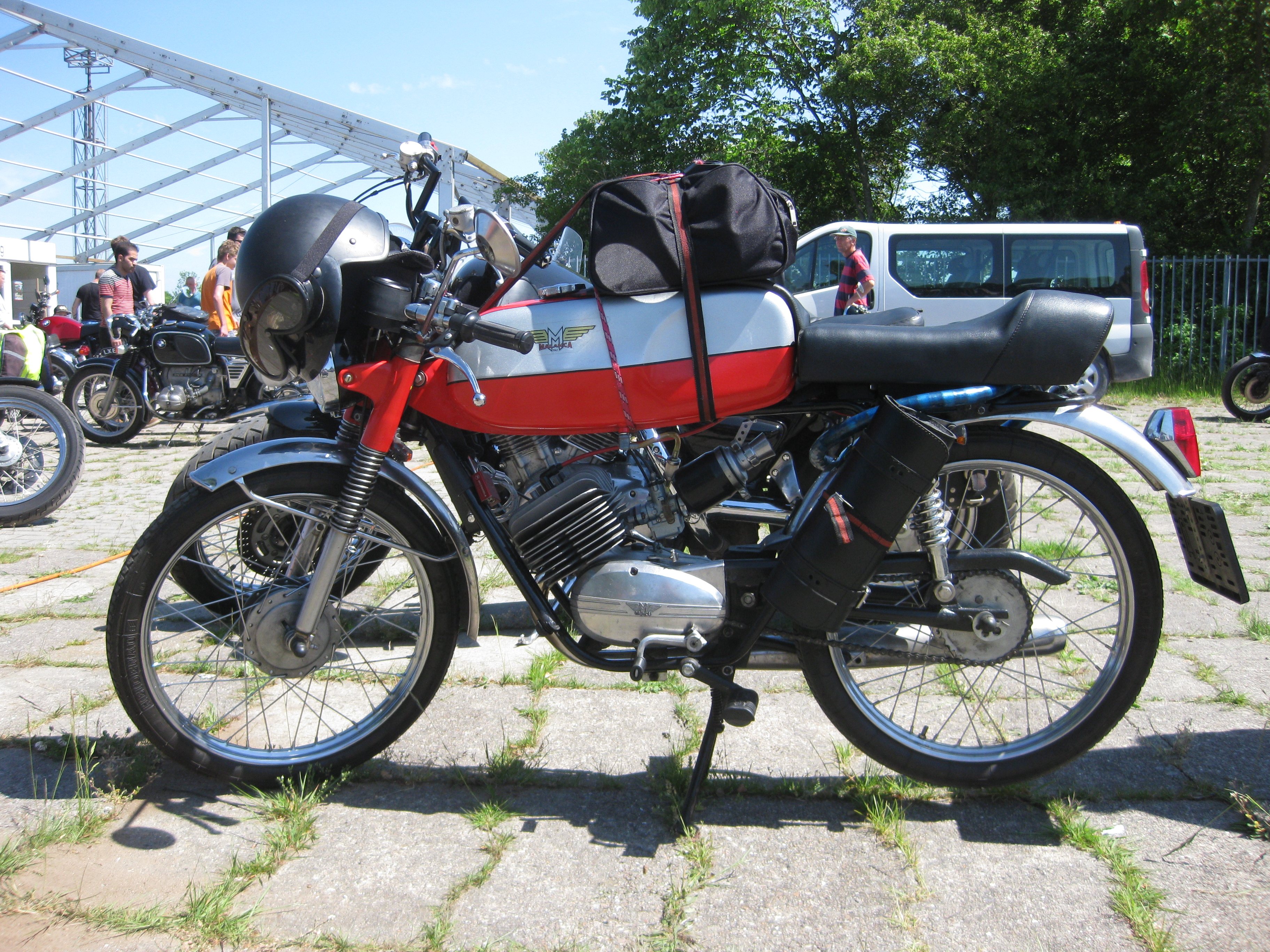
Malanca "Sprint" (1967), Motor 2-Takt, 4-Gang, 50 cm³, 3,5 kW, Leergew. 52 kg
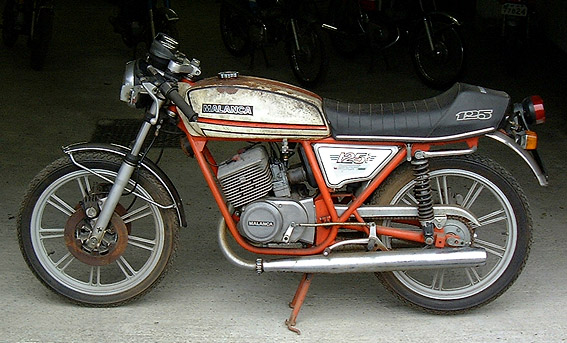
Malanca 125 E2C Sport (1977)